# Metamicrocotyla filiformis
Metamicrocotyla filiformis är en plattmaskart. Metamicrocotyla filiformis ingår i släktet Metamicrocotyla och familjen Microcotylidae. Inga underarter finns listade i Catalogue of Life.